# Victor Rasuk
Victor Rasuk est un acteur américain, né le 15 janvier 1984 à Harlem, New York (États-Unis). Il incarne Tony Alva dans le film Les Seigneurs de Dogtown de Catherine Hardwicke.

## Biographie
Victor Rasuk est né le 15 janvier 1984 à Harlem, New York (États-Unis).
Il a un frère cadet, Silvestre Rasuk.
Il est d'origine dominicaine.

## Filmographie

### Cinéma

#### Longs métrages
- 1999 : Personne n'est parfait(e) (Flawless) de Joel Schumacher : un enfant du voisinnage
- 2002 : Long Way Home (Raising Victor Vargas) de Peter Sollett : Victor Vargas
- 2002 : Rock Steady de Juan Caceres : Roc
- 2004 : Haven de Frank E. Flowers : Fritz
- 2005 : Les Seigneurs de Dogtown (Lords of Dogtown) de Catherine Hardwicke : Tony Alva
- 2006 : I'm Reed Fish de Zackary Adler : Frank Cortez
- 2006 : Bonneville de Christopher N. Rowley : Bo Douglas
- 2007 : Adrift in Manhattan d'Alfredo De Villa : Simon Colon
- 2007 : Apparence trompeuse (Spinning into Butter) de Mark Brokaw (en) : Patrick Chibas
- 2007 : Feel the Noise d'Alejandro Chomski : Javi Vega
- 2008 : Stop-Loss de Kimberly Peirce : Soldat Rico Rodriguez
- 2008 : Che, 1re partie : L'Argentin (Che: Part 1 - The Argentine) de Steven Soderbergh : Rogelio Acevedo
- 2009 : The War Boys de Ron Daniels : Greg
- 2009 : Life Is Hot in Cracktown de Buddy Giovinazzo : Manny
- 2012 : Monsieur Flynn (Being Flynn) de Paul Weitz : Gabriel
- 2013 : Jobs de Joshua Michael Stern : Bill Fernandez
- 2014 : Godzilla de Gareth Edwards : Sergent Tre Morales
- 2015 : Cinquante nuances de Grey (Fifty Shades of Grey) de Sam Taylor-Wood : José Rodriguez Jr.
- 2017 : Cinquante nuances plus sombres (Fifty Shades Darker) de James Foley : José Rodriguez Jr.
- 2018 : Cinquante nuances plus claires (Fifty Shades Freed) de James Foley : José Rodriguez Jr.
- 2018 : La Mule (The Mule) de Clint Eastwood : Rico
- 2018 : All About Nina d'Eva Vives : Rae
- 2020 : Holy New York de Sonya Goddy : Sam
- 2022 : Wildflower de Matt Smukler : Mr Vasquez
- 2022 : A Christmas Open House d'Emily Moss Wilson : David Phelps
- 2023 : Reptile de Grant Singer : Officier Peralta
- 2024 : Break de Will Wernick : Draper

#### Courts métrages
- 2000 : Five Feet High and Rising de Peter Sollett : Victor
- 2006 : Emil de Gandja Monteiro
- 2010 : Apples de Gary Perez : Valet
- 2013 : A Bag Full of Money de Gary Perez : Rasool
- 2018 : Control/Option/Escape de Gandja Monteiro : Marcus

### Télévision

#### Séries télévisées
- 2003 : New York, unité spéciale (Law & Order: Special Victims Unit) (saison 5, épisode 7) : Leon Ardilles
- 2005 : New York, cour de justice (Law & Order: Trial by Jury) (saison 1, épisode 12) : Luis Ramirez
- 2008-2009 : Urgences (ER) (saison 15, 6 épisodes) : Dr Ryan Sánchez
- 2010-2011 : How to Make It in America (16 épisodes) : Cameron
- 2014-2015 : Stalker (20 épisodes) : Détective Ben Caldwell
- 2016-2017 : Colony (4 épisodes) : BB
- 2017 : Blue Bloods (saison 7, épisode 20) : Officier John Gagliano
- 2019 : Jack Ryan (saison 2, 6 épisodes) : Disco
- 2019 : The Edge of Sleep (7 épisodes) : Matteo (voix)
- 2020 : The Baker and the Beauty (9 épisodes) : Daniel Garcia
- 2022-2024 : Reasonable Doubt (10 épisodes) : Mike Ortiz
- 2023 : How I Met Your Father (saison 2, épisodes 5 et 6) : Oscar

#### Téléfilms
- 2012 : El jefe de Michael Patrick Jann : Alfonso "Al" Rodriguez
- 2022 : C'est Noël à la maison ! (A Christmas Open House) d'Emily Moss Wilson : David Phelps